# (11940) 1993 GR
1993 جي أر (ويعرف أيضًا باسم (11940) 1993 جي أر وفق تسمية الكوكب الصغير) (بالإنجليزية: 1993 GR)‏ هو كويكب ضمن حزام الكويكبات؛ وترتيبه 11940 من حيث الاكتشاف.
اكتُشف هذا الجُرم الفلكي بواسطة سيجي أويدا في 15 أبريل 1993.

## وصلات خارجية
- (11940) 1993 GR في قاعدة بيانات مختبر الدفع النفاث لأجرام النظام الشمسي الصغيرة

- الاكتشاف · مخطط المدار ·  العناصر المدارية · المعلمات المادية

- (11940) 1993 GR على موقع ويكي سكاي: DSS2, SDSS, GALEX, IRAS, Hydrogen α, X-Ray, Astrophoto, Sky Map, Articles and images